# Apeadeiro de Aveleda

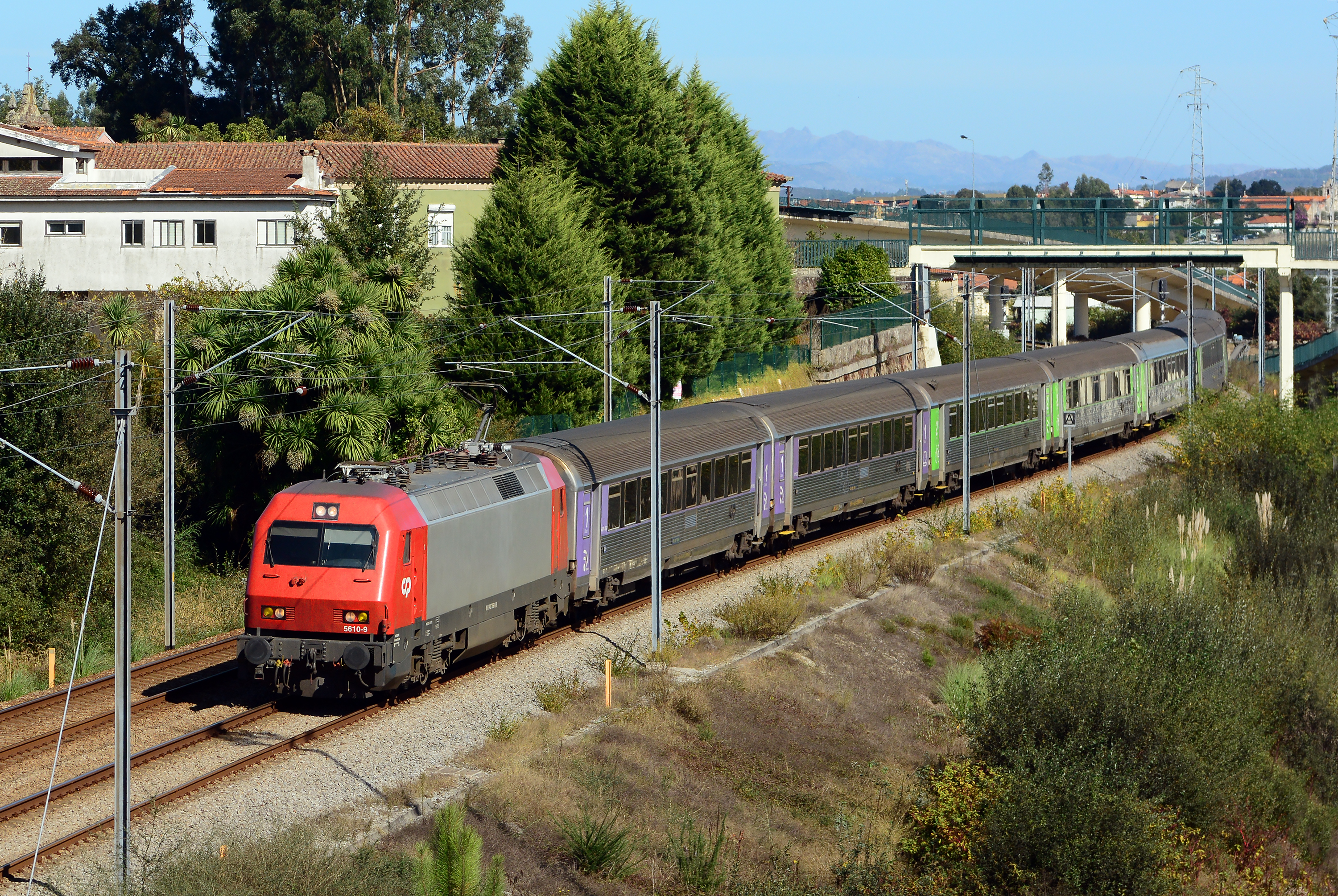
Comboio circulando perto do apeadeiro de Aveleda, em 2017.

O Apeadeiro de Aveleda (nome anteriormente grafado como "Avelleda"), é uma gare do Ramal de Braga, que serve a localidade de Aveleda, no concelho de Braga, em Portugal.

## Descrição
Esta interface é utilizada apenas por serviços urbanos, da divisão dos Urbanos do Porto da empresa Comboios de Portugal.

## História
O Ramal de Braga foi inaugurado em 21 de Maio de 1875.

Em 18 de Maio de 1935, o governo aprovou o auto de recepção definitiva da empreitada n.º 6, relativa à ampliação da plataforma de passageiros no Apeadeiro de Aveleda, adjudicada a Domingos Fernandes.

## Leitura recomendada
- Ramal de Braga. Braga: Fundação Bracara Augusta. 2006
- Linha do Minho / Ramal de Braga (Catálogo de Obra). Lisboa: Rede Ferroviária Nacional E. P. 2004